# Bez miłości
Bez miłości – polski film obyczajowo-psychologiczny z 1980 roku w reżyserii Barbary Sass, na podstawie jej własnego scenariusza. Bez miłości traktuje o dziennikarce Ewie (Dorota Stalińska), która wbrew etyce dziennikarskiej planuje zrobić wielką karierę jako reporterka. Bez miłości przyniósł Sass nagrodę za debiut reżyserski na Festiwalu Polskich Filmów Fabularnych oraz nagrodę FIPRESCI na Międzynarodowym Festiwalu Filmowym w Mannheim.

## Fabuła
Jest to historia młodej dziennikarki Ewy, która pragnie zrobić wielką karierę. Przed czterema laty podczas pobytu w Rzymie została porzucona przez Włocha, z którym była w ciąży. Córkę z przelotnego związku wychowuje matka Ewy. Zrobiwszy zdjęcie młodej alkoholiczki zamieszanej w awanturę, Marianny, Ewa dzięki romansowi z kierownikiem działu zdobywa stypendium na ponowny wyjazd do Rzymu. Przeszkodą jest skromny dorobek dziennikarki, więc Ewa zgłasza jako reportaż temat o życiu młodych robotnic w wielkim mieście.
Kiedy Ewa poznaje wspomnianą alkoholiczkę Mariannę, zaczyna dostrzegać problemy innych ludzi. Pomaga Mariannie przerwać nałóg, uwalnia ją od mężczyzny, który wykorzystywał jej naiwność, po czym zawiera z nią przyjaźń. Zaprasza Mariannę do domu, pokazuje slajdy z Rzymu, opowiada historię swojej miłości zakończoną próbą samobójstwa.
Reportaż Ewy ma ukazać się na pierwszej stronie, potrzebne jest jednak zdjęcie. Ewa dołącza zdjęcie pijanej Marianny. Piotr rozpoznaje dziewczynę, którą widział u Ewy i uznaje reportaż za niedopuszczalny. Ewa traci stypendium i pracę, a Marianna próbuje popełnić samobójstwo. Ewa próbuje przeprosić Mariannę, przychodząc z córeczką do szpitala, z którego Marianna ma wyjść. Marianna staje się jednak równie cyniczna i pewna siebie jak Ewa. Marianna żegna dziennikarkę słowami „głowa do góry”.

## Obsada
Źródło: Filmpolski.pl

- Dorota Stalińska jako Ewa Bracka

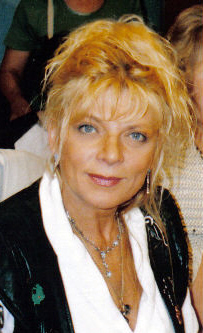
Dorota Stalińska, odtwórczyni roli Ewy (2007)

- Władysław Kowalski jako redaktor Piotr Kłosiński, kierownik działu społecznego tygodnika „Kultura i My”
- Zdzisław Wardejn jako redaktor Gawroński, kochanek Ewy
- Małgorzata Zajączkowska jako Marianna Skoczek
- Emilian Kamiński jako chłopak Marianny
- Jadwiga Polanowska jako Małgosia, dziennikarka działu społecznego tygodnika „Kultura i My”
- Małgorzata Pritulak jako Anna Kłosińska, żona Piotra
- Piotr Adamczewski jako redaktor działu społecznego tygodnika „Kultura i My”
- Leonard Andrzejewski jako recepcjonista w hotelu robotniczym
- Szczepan Baczyński jako lekarz
- Maciej Dzienisiewicz jako urzędnik decydujący o stypendium Ewy
- Andrzej Golejewski jako milicjant
- Barbara Horawianka jako matka Ewy
- Stefan Kozicki jako Kozicki, dziennikarz działu społecznego tygodnika „Kultura i My”
- Maria Mamona jako koleżanka Ewy
- Bronisław Pawlik jako docent
- Eugeniusz Priwieziencew jako doktor Jankowski
- Lech Sołuba jako lekarz
- Ryszard Straszewski(inne języki) jako Szulc, dyrektor przedsiębiorstwa
- Mirosław Szonert jako redaktor naczelny tygodnika „Kultura i My”
- Stanisław Tokarski jako trener Ewy
- Magda Zakrzewska-Grabczan jako Magda, córka Ewy

## Produkcja
Bez miłości powstał w Zespole Filmowym „Iluzjon” pod kierownictwem artystycznym Czesława i Ewy Petelskich. Był to pełnometrażowy debiut reżyserki Barbary Sass, która napisała również scenariusz do filmu. Operatorem kamery był Wiesław Zdort, scenografię zaś opracował Roman Różycki. Kostiumy uszyła Jolanta Jackowska, natomiast jako ścieżkę dźwiękową wykorzystano utwór Seweryna Krajewskiego „Roma”. Montażem zajęła się Maria Ostrowska.

## Odbiór
Monika Talarczyk-Gubała wskazała istotne różnice pomiędzy Bez miłości a filmem Człowiek z marmuru (1976) Andrzeja Wajdy, Ewa, w odróżnieniu od Agnieszki z Człowieka z marmuru, działa całkowicie samotnie, reprezentuje również bardziej cyniczną postawę życiową, motywowaną niepewnym statusem zawodowym: Ewa nie jest reżyserką filmową (przedwcześnie przerwała studia), działa bez ekipy filmowej, nie widzi szans na dalszą karierę bez romansu ze swoim przełożonym. Ewelina Wejbert-Wąsiewicz zauważyła, że w Bez miłości „Dorota Stalińska stworzyła przekonujący obraz współczesnej kobiety równej mężczyźnie, atrakcyjnej, niebezpiecznej. Jej postać była antywzorem Matki Polki, ale film ten odebrano jako mizoginiczny”. Przykładem nieprzychylnego odbioru filmu jako pełnego mizoginii był esej Marii Kornatowskiej Eros i film (1986), w którym autorka oskarżyła Sass o niezrozumienie idei feminizmu:
Gdybyśmy mieli [w Polsce] ruch feministyczny, autorka zostałaby zapewne zapytana, dlaczego kobieta, która chce żyć niezależnie i dąży do rozwoju swojej kariery, musi zachowywać się jak gangster, w dodatku handlujący własnym ciałem. Bez miłości, film nakręcony przez kobietę, jest więc również mizoginiczny.
Bez miłości bywa traktowany jako kobiecy wariant filmu Wodzirej (1977) Feliksa Falka, domknięcie kina moralnego niepokoju oraz początek nieformalnej trylogii Barbary Sass, zamkniętej przez Debiutantkę (1981) i Krzyk (1982).

## Nagrody
| Rok  | Festiwal/Instytucja                        | Na roda                      | Nominowani       |
| ---- | ------------------------------------------ | ---------------------------- | ---------------- |
| 1980 | Festiwal Polskich Filmów Fabularnych       | Nagroda za debiut reżyserski | Barbara Sass     |
| 1980 | Festiwal Polskich Filmów Fabularnych       | Nagroda za rolę kobiecą      | Dorota Stalińska |
| 1980 | Międzynarodowy Festiwal Filmowy w Mannheim | Nagroda FIPRESCI             | Barbara Sass     |